# فوتبالی (رسانه)
فوتبالی یک پایگاه خبری ورزشی ایرانی است. این رسانه از سال ۱۳۹۷ تحت مالکیت شرکت آدران به تولید محتوای ورزشی، به‌ویژه در رشته فوتبال، می‌پردازد و پوشش اخبار و حواشی فوتبال ایران و جهان را بر عهده دارد.

## تاریخچه
فوتبالی ابتدا به‌عنوان یک اپلیکیشن برای پوشش آنلاین نتایج فوتبال ایران و جهان توسط شرکت آدران طراحی شد. هرچند که اپلیکیشن این رسانه از سال ۱۳۹۳ در دسترس بود، اما تا خرداد ۱۳۹۷ بدون تولید محتوای اختصاصی فعالیت می‌کرد سرانجام مدتی بعد با تصمیم مدیران شرکت، بخش مدیریت محتوا در آن تأسیس شد و این رسانه شروع به تولید محتوای اختصاصی کرد. در سال ۱۳۹۷ چیا فؤادی به عنوان سردبیر و مدیر مسئول پایگاه خبری فوتبالی منصوب شد. او در فاصله سال‌های ۱۳۹۳ تا ۱۳۹۷ سردبیری سایت و شبکه‌های اجتماعی برنامه تلویزیونی ۹۰ را برعهده داشته است و از سال ۲۰۱۷ تا ۲۰۱۹ حق رای در جایزه بهترین‌های فیفا را به نمایندگی از ایران برعهده گرفت. پانیذ فرحناک که به عنوان یکی از اولین گزارشگران زن ایرانی شناخته می‌شود از اعضای تحریریه فوتبالی می‌باشد؛ وی همچنین یکی از اولین مدیر رسانه‌های زن ورزشی ایران است که این انتصاب از طریق مجموعه باشگاه پیکان انجام شده است.
اخبار این وبگاه ورزشی در شبکه‌های اجتماعی اینستاگرام، تلگرام، توییتر، یوتیوب و روبیکا نیز در دسترس است، همچنین شبکه اینترنتی استادیوم نیز جزو زیرمجموعه‌های این رسانه می‌باشد. طبق گزارش‌های منتشر شده سایت فوتبالی به صورت ماهانه در حدود ۸۵ میلیون بازدید را به خود اختصاص داده است. این درحالی است که طبق گزارش آدران (شرکت مادر) اپلیکیشن فوتبالی به‌طور روزانه داری ۱٫۵ میلیون کاربر فعال و ۳ میلیون بازدید روزانه است. فوتبالی اولین رسانه‌ای بود که فساد در باشگاه مس رفسنجان را رسانه‌ای کرد.
رسانه فوتبالی با دامنه اینترنتی «footballi.net» توسط رسانه‌های خبری داخل و خارج از ایران به‌طور گسترده مورد استناد قرار می‌گیرد؛ از جمله این رسانه‌ها می‌توان به خبرگزاری مهر، بی‌بی‌سی، ترنسفرمارکت و یورونیوز اشاره کرد.